# 小行星8489
小行星8489（8489 Boulder）是一颗绕太阳运转的小行星，为主小行星带小行星。该小行星于1989年10月7日发现。

## 轨道参数
小行星8489的轨道半长轴为3.1437972 UA，离心率为0.117。